# 張維世
張維世（？—1642年），號海澄，河南承宣布政使司開封府太康縣（今河南省太康縣）人，明朝政治人物、進士出身。

## 生平
萬曆四十四年（1616年），登進士。历官平陽府知府，因逮捕絳州奸猾數十人。天啓五年（1625年）正月升任山西按察司副使、分巡河東道。天啟六年（1626年）十一月，升任河南布政使司右參政，崇祯二年（1629年）四月被削籍。四年起任陕西右布政使。崇祯八年十一月壬申由大同分巡道副使升任右佥都御史、昌平巡抚，九年五月兼官宣府巡撫，七月專撫宣府，因失防連坐而被貶戍，之後釋放。崇禎十五年（1642年），李自成攻佔睢州、進犯太康。張維世輔佐知縣魏令望抵抗，之後城陷身亡。

## 延伸阅读
[在维基数据编辑]
 《明史卷二百九十三》，出自《明史》